# Paul Quensel
Paul Quensel, Pseudonym Alexander Wieden, (* 9. Mai 1865 in Weida; † 8. Dezember 1951 in Weimar) war ein deutscher Gymnasiallehrer und Professor an der Großherzoglich-Sächsischen Kunstschule Weimar sowie Heimatdichter.

## Leben
Quensel stammte aus der Familie des Bürgerschullehrers und Kantors Hermann Quensel in Weida.
Er besuchte ab 1879 das Weimarer Lehrerseminar und wurde 1885 Lehrer an der gewerblichen Fortbildungsschule in Blankenhain. Fünf Jahre später wurde er Deutsch- und Zeichenlehrer am Weimarer Lehrerseminar. Im Alter von 54 Jahren wurde Quensel zum Studienprofessor für Zeichen-, Kunst- und Literaturunterricht in Weimar berufen. 1924 erfolgte seine Versetzung in den Ruhestand. 1934 wurde er Mitglied in der Nationalsozialistischen Kulturgemeinde NSKG.
Berühmt wurde Paul Quensel als heimatverbundener Dichter. Er schrieb Gedichte, Dramen, Novellen und Erzählungen, Jugend- und Volksstücke. Er hinterließ 130 Werke in Form von Bühnenstücken, Sagensammlungen, Romanen etc., die sich zumeist mit der engeren Heimat befassten. 
In seiner Geburtsstadt Weida wurde der Paul-Quensel-Weg nach ihm benannt.

## Schriften (Auswahl)
- Das Alter. Eine Kleinstadt-Komödie (1903)
- Der Mückenjäger. Meister Zinserling. Der Letzte (3 Novellen, 1912)
- Pagenstreiche (Schwank, 1920)
- Das Kleeblatt (Komödie, 1921)
- Thüringer Sagen  (1922, Digitalisat: urn:nbn:de:bsz:25-digilib-205643)
- Die Studienfahrt (Komödie, 1927)
- Thüringer Sagenbuch (1930)
- Am Tage Margaretae (Roman, 1935)
- Ade, bis übers Jahr! (1939)